# Kamacuras
Kamacuras (カマキラス, Kamakirasu) es una especie de mantis religiosa ficticia originaria de la Isla Sogell que por razones no determinadas alcanzó un tamaño similar a la altura de un hombre adulto siendo la especie de mantis más grande de la historia del universo cinematográfico de godzilla; aparecida en la Serie de Godzilla más específicamente desde la Era Showa hasta la Millenium e incluso en el universo anime de Godzilla Earth producida por Toho.

## Historia de Kamacuras
Habitando únicamente en la Isla Sogell, las Kamacuras nunca fueron un problema a tomar en cuenta para los humanos que colocaron una base en la isla en esos momentos cuando apenas medían  los 1.7 m de altura máxima; sin embargo cuando la base de la isla decidió a poner a prueba un experimento que buscaba controlar el clima salió mal, las Kamacuras de la Isla Sogell se encontraban considerablemente afectadas, pues luego de que las pruebas de la isla fallaran por error, estas ocasionaron que en la isla cayera una extraña lluvia de radiación pura, las mantis gigantes en lugar de morir por estar en presencia de tanta radiación mutaron de forma monstruosa, las mantis que por si ya eran grandes, se volvieron titánicas alcanzando los 50 metros de altura y las 28.000 toneladas de peso; convirtiéndose en unas bestias agresivas hacia los humanos y extremadamente peligrosas criaturas, otorgándoles el nombre de Gimantis o Kamacuras "las mantis mortales".

## Descripción
Su apariencia es completamente parecida a la de una mantis normal con ojos grandes de color naranja brillante, dos grandes extremidades delanteras que usan para defenderse, dos pares de extremidades traseras musculosas capaces de soportar sin problemas todo su peso, dos grandes alas, dos antenas al frente de su cara, protuberancias parecidas a espinas que recorren partes de su cuerpo y como se mencionó anteriormente un tamaño de 50 metros de altura y 2, 8000 toneladas de peso aproximadamente. en la era showa contiene una coloración roja pero en sus demás encarnaciones tiene una coloración verde en la era Millenium tenía la capacidad de camuflarse con su entorno como lo haría un camaleón de la vida real. También está inspirada de la mantis gigante de la película     '' El monstruo alado''

## Serie Showa
En la Isla Sogell, vive una mantis del tamaño de un humano adulto. Después, un horrible accidente radioactivo hace mutar a los insectos hasta proporciones enormes. Las criaturas, ahora del tamaño de un rascacielos, son conocidas como "Gimantis". Tres de ellas encuentran un huevo y lo rompen para abrirlo. De él sale una pequeña criatura reptiliana conocida como Minilla. Cuando los Kamacuras se preparan para devorar al pequeño, el mismo Godzilla arriba a la escena y ataca. Godzilla voltea a dos de los Kamacuras y el último es muerto por una araña gigante, Kumonga. De todas formas, una vuelve hasta la Isla de los Monstruos donde vive como siempre. Para que la Isla terminará enterrada en la tormenta de nieve que hay calló eliminando a muchas Kamacuras de la Isla, sobreviviendo sólo un ejemplar que luego fue trasladado a la remota isla, conocida: "Isla de los monstruos".

## Serie Millenium
En la película de 2004, Godzilla: Final Wars, Kamacuras es en apariencia una de las criaturas controladas por una raza superior de extraterrestres llamados Xilianos. Ésta ataca a París, Francia y es teletransportada por un enorme ovni hecho como si los Xilianos eliminaran a todos los Kaiju. Eventualmente, es descubierto que los Xilianos controlan al monstruo, quien vuelve para finalizar sus destrucciones. Cuando Godzilla va a batallar con los monstruos, él gana contra Kamacuras en Japón cuando lo conecta a un poderoso conductor eléctrico. Hay también algo especial sobre Kamacuras en esta película, ya que tiene el poder de camuflarse como un camaleón. Esto es porque en vez del rojo original, aparece verde.

## Godzilla: planeta de los monstruos (Godzilla Earth)
Su tercera y última aparición hasta la fecha fue en el universo Anime de la Toho de Godzilla Earth; su aparición se daría en medio de la noche del 4 de mayo de 1999, cuando un enjambre de larvas de Kamacuras aparecieron en un metro subterráneo de Nueva York comenzando a devorar a todas las personas que allí se encontraban y esto al mismo tiempo que surgía del mar el primer kaiju conocido por la humanidad, el llamado: "Kamacuras"; una mantis adulta de dimensiones colosales que se encargó de arrasar con la ciudad antes de avanzar hasta Boston, destruyendo todo a su paso, el tiempo de respuesta de las fuerzas de defensa fue extremadamente largo y se le añade todo intento por pararlo en vano, millones de personas murieron por culpa del gigantesco monstruo, antes de considerarse eliminar a todas las Kamacuras definitivamente con el uso de bombas de penetración llamadas: "Destructores de Búnkeres" las cuales derrotaron definitivamente a la feroz mantis gigante a las afueras de Boston; Aunque la primera Kamacura adulta fuese destruida 30 años después otras mantis aparecieron en todo Estados unidos para comenzar con una devastación descontrolada; en el año 2040 las Kamacuras de menor tamaño infestaron Europa para más tarde moverse hasta África dónde se establecieron junto a Kumonga, las meganulas y el gigantesco cóndor gigante Ookondoru, aunque al final el destino de las Kamacuras en este universo aún no es claro, aunque la aparición de Godzilla Earth y su eventual conquista del mundo, hace que sea posible que el nuevo depredador alfa del planeta Tierra terminará por extinguir por completo y para siempre a Kamacuras.

## Godzilla: singular point
Aunque en la primera temporada de Godzilla singular point no apareció ninguna Kamacura o se les hizo mención, hay posibilidad de su nueva encarnación   en el universo anime aunque nada se ha confirmado todavía de esto aunque hay la suficiente posibilidad pues si ya fueron agregados kaijus de la toho como los son:
- Godzilla.
- Anguirus.
- Manda.
- Kumonga.
- Rodan.
- Gabara (identificado como Salunga).
- Mechagodzilla.

## Monsterverse (Legendary pictures)
En el universo de Legendary aún no está claro si Kamacuras aparecerá en la pantalla grande como un titán del planeta Tierra, pero el Monsterverse es un universo lleno de posibilidades para el futuro, si la mantis gigante existe en este universo tal vez sea una especie habitante de la tierra hueca o sea habitante de una isla desconocida en este universo llegando a la pantalla grande otra vez como Titanus Kamacuras, tal vez llegando a ser un aliado de Godzilla o un enemigo de él o de King Kong en alguna película de esta franquicia de Godzilla no producida por la Toho; aunque hasta aquí es incierto el destino futuro de Gimantis o Kamacura "la Mantis mortal".

## Trivia
- Kamakiri (螳螂 かまきり) es el nombre japonés para Mantis.
- En la versión en inglés de Gojira, Ebira, Mosura Nankai no Daikettō, Kamacuras se llama Gimantis, una obvia combintación de "gigante" y "Mantis". En futuras versiones y apariciones, se referiría a la criatura con su nombre original.
- La Mantis Mortífera presenta a una criatura con el aspecto de Kamacuras.
- El videojuego de PlayStation 2 La Guerra de los Monstruos presenta a una Kamacura llamada "Preytor".